# Auto GP World Series
Auto GP World Series, tidigare Euro Formula 3000, Euroseries 3000 och Auto GP, är ett europeiskt formelbilsmästerskap. Klassen var den ledande serien för Formel 3000-bilar, och var länge en konkurrerande serie till det internationella Formel 3000 (som kördes som ett EM tillsammans med Formel 1). Den daterar tillbaka till Italian Formula 3000 1999, och har därmed inne på sin trettonde säsong. Serien har aldrig haft någon riktigt betydande roll, men Felipe Massa tog sig därifrån till Formel 1 genom att vinna 2001. Serien har haft många skepnader genom åren, och från och med 2016 heter den Auto GP Formula Open Championship.

## Säsonger
| Säsong | Seriens namn                      | Mästare - Förare                                  | Mästare - Team                                    |
| ------ | --------------------------------- | ------------------------------------------------- | ------------------------------------------------- |
| 1999   | Italian Formula 3000              | Giorgio Vinella                                   | Team Martello                                     |
| 2000   | Italian Formula 3000              | Ricardo Sperafico                                 | Arden Team Russia                                 |
| 2001   | Euro Formula 3000                 | Felipe Massa                                      | Draco Junior Team                                 |
| 2002   | Euro Formula 3000                 | Jaime Melo                                        | Team Great Wall                                   |
| 2003   | Euro Formula 3000                 | Augusto Farfus                                    | Draco Junior Team                                 |
| 2004   | Superfund Euro Formula 3000       | Nicky Pastorelli                                  | Draco Junior Team                                 |
| 2005   | Italian Formula 3000              | Luca Filippi                                      | FMS International                                 |
| 2006   | Euroseries 3000                   | Giacomo Ricci                                     | FMS International                                 |
| 2007   | Euroseries 3000                   | Davide Rigon                                      | Minardi by GP Racing                              |
| 2008   | Euroseries 3000                   | Nicolas Prost                                     | Bull Racing                                       |
| 2009   | Euroseries 3000                   | Will Bratt                                        | FMS International                                 |
| 2010   | Auto GP                           | Romain Grosjean                                   | DAMS                                              |
| 2011   | Auto GP                           | Kevin Ceccon                                      | DAMS                                              |
| 2012   | Auto GP World Series              | Adrian Quaife-Hobbs                               | Super Nova International                          |
| 2013   | Auto GP                           | Vittorio Ghirelli                                 | Super Nova International                          |
| 2014   | Auto GP                           | Kimiya Sato                                       | Super Nova International                          |
| 2015   | Auto GP                           | Säsongen avbröts i förtid grund av för få förare. | Säsongen avbröts i förtid grund av för få förare. |
| 2016   | Auto GP Formula Open Championship | Luis Michael Dörrbecker                           | Torino Squadra Corse                              |

## Poängskala
|                    | 1:a | 2:a | 3:a | 4:a | 5:a | 6:a | 7:a | 8:a | 9:a | 10:a |
| ------------------ | --- | --- | --- | --- | --- | --- | --- | --- | --- | ---- |
| 1999-2003          | 10  | 8   | 6   | 5   | 4   | 3   | 2   | 1   |     |      |
| 2004-2005          | 10  | 6   | 4   | 3   | 2   | 1   |     |     |     |      |
| 2006-2010 (Race 1) | 10  | 8   | 6   | 5   | 4   | 3   | 2   | 1   |     |      |
| 2006-2010 (Race 2) | 6   | 5   | 4   | 3   | 2   | 1   |     |     |     |      |
| 2011- (Race 1)     | 25  | 18  | 15  | 12  | 10  | 8   | 6   | 4   | 2   | 1    |
| 2011- (Race 2)     | 18  | 13  | 10  | 8   | 6   | 4   | 2   | 1   |     |      |

En poäng delas även ut för pole position och snabbaste varv.